# Mailly-Champagne
Mailly-Champagne é uma comuna francesa na região administrativa de Grande Leste, no departamento de Marne. Estende-se por uma área de 10,06 km². Em 2010 a comuna tinha 667 habitantes (densidade: 66,3 hab./km²).